# 威尔·罗杰斯世界机场
威尔·罗杰斯國際机场（英語：Will Rogers International Airport）是美国俄克拉何马州首府俄克拉何马城的机场，是该州最大的机场，以在当地出生的传奇牛仔和演员威尔·罗杰斯的名字命名。